# Павловський Михайло Кузьмович
Михайло Кузьмич Павловський (2 січня 1887,  м. Горохів, Горохівський район, Волинська область— 194?) — полковник Армії УНР, член Української Центральної Ради. Під час Другої світової війни — капелан УПА. 

## Життєпис
У складі 14-го Фінляндського стрілецького полку брав участь у Першій світовій війні. Останнє військове звання в російській армії — прапорщик.
У 1917 році Павловський був одним з організаторів і учасник Ι, ΙΙ, ΙΙΙ Всеукраїнських військових з'їздів. У 1917 році був членом Всеукраїнської ради військових депутатів у Києві. Член Української Центральної Ради. У грудні 1917 — січні 1918 року — ад'ютант командувача Київського військового округу M. Шинкаря. З 20 лютого 1918 року — повітовий військовий начальник Звенигородського повіту Київської губернії. Влітку 1918 року був одним з організаторів Таращансько-Звенигородського повстання проти влади гетьмана П. Скоропадського. З 22 грудня 1918 року — ревізор-інструктор Директорії у справі реформування повітових військових управлінь. У березні 1919 року — організатор і командир 1-го Звенигородського полку Дієвої армії УНР. З квітня 1919 року — командир 2-го партизанського загону, що діяв на тилах радянських військ. З грудня 1919 року — начальник розвідки Дієвої армії УНР. Учасник Першого Зимового походу. 
З 18 травня 1920 року до лютого 1921 року — начальник контррозвідувального відділу штабу Армії УНР.
Згідно зі спогадами генерала Михайла Омеляновича-Павленка, «був особистим ворогом» отамана Юрка Тютюнника.
У 1920-х роках став священиком у Березинському повіті на Волині.
Пізніше, у 1943—1944 роках, був польовим військовим священиком (капеланом) в Українській повстанської армії. Взятий у полон НКВС. Подальша доля невідома.